# ドン・チェイニー
ドン・チェイニー (Don Chaney, 1946年3月22日 - ) は1970年代のアメリカ合衆国プロリーグで活躍したアフリカ系アメリカ人の元バスケットボール選手。ルイジアナ州バトンルージュ出身、ヒューストン大学卒業。ポジションはガード、身長196cm、体重95kg。1970年代のNBAを代表するディフェンダーであり、現役キャリアの大半を過ごしたボストン・セルティックスで2度の優勝に貢献する。引退後は指導者として各球団のヘッドコーチを歴任する。

## 選手キャリア
ヒューストン大学でプレイしたドナルド・レイ・チェイニーは"Game of the Century"（世紀の試合）と讃えられるルー・アルシンダー（後のカリーム・アブドゥル＝ジャバー）率いるUCLAとの試合で40分間出場し、ヒューストン大を71-69の勝利に導いている。大学でのチームメイトには殿堂入り選手のエルヴィン・ヘイズがいる。
1968年のNBAドラフトで全体12位指名を受けてボストン・セルティックスに入団。セルティックスでは計10シーズンを過ごし、1969年と1974年の優勝に貢献。主にベンチ出場だったが、彼の強力なディフェンスは短い出場時間であっても相手に十分な脅威を与えた。チェイニーは1972年から4年連続、計5回のオールディフェンシブ2ndチームに選出されている。キャリア後半にはABAのスピリッツ・オブ・セントルイスで、NBAのロサンゼルス・レイカーズで1シーズンずつ過ごし、再びセルティックスに復帰し、1980年に現役から引退した。
NBA/ABAキャリアの成績は12シーズン790試合の出場で、通算6,663得点3,147リバウンド1,762アシスト、平均8.4得点4.0リバウンド2.2アシストだった。

## コーチキャリア
- ロサンゼルス・クリッパーズ （1985-1987）
- ヒューストン・ロケッツ　（1988-1992）
- デトロイト・ピストンズ　（1993-1995）
- ニューヨーク・ニックス （2001-2004）

コーチキャリアは12シーズン831試合の采配で337勝494敗、勝率.406、プレーオフ進出3回（いずれもロケッツ時代）だった。1990-91シーズンにはエースアキーム・オラジュワンの長期欠場にもかかわらず前年を大きく上回る52勝30敗の成績を残し、最優秀コーチ賞を受賞している。

## 業績
- オールディフェンシブ2ndチーム　（1972～1975, 1977）
- NBA最優秀コーチ賞　（1991）